# Tara Summers
Tara Summers (* 19. prosince 1979 Londýn) je britská herečka. Svou filmovou kariéru zahájila v roce 2003 v komedii Co ta holka chce a v následujícím roce hrála ve filmu Zlatíčko. Hrála rovněž v několika seriálech, jako například Dirt (2007), Kauzy z Bostonu (2007–2008) nebo Nebezpečná identita (2011). V roce 2006 ztvárnila Brigid Polk ve filmu Warholka pojednávajícím o herečce Edie Sedgwick.

## Filmografie

### Film
| Rok  | Název                               | Role                 | Poznámky             |
| ---- | ----------------------------------- | -------------------- | -------------------- |
| 2003 | Co ta holka chce                    | Noelle               |                      |
| 2004 | Zlatíčko                            | Carol                |                      |
| 2005 | Svěrací kazajka                     | sestřička Nina       |                      |
| 2005 | Vado a messa                        | Frances              | krátkometrážní film  |
| 2006 | Rabbit Fever                        | Ally                 |                      |
| 2006 | Warholka                            | Brigid Polk          |                      |
| 2008 | Láska krvácí                        | detektiv Alice Sands | Video film           |
| 2010 | Luster                              | Rachel               |                      |
| 2010 | Stephany + Me                       |                      | krátkometrážní video |
| 2010 | Inspired by Bret Easton Ellis       | Seanova manželka     | krátkometrážní film  |
| 2010 | The Lake Effect                     | Natalie              |                      |
| 2012 | Here Comes the Night                | Simone               |                      |
| 2012 | Hitchcock                           | Rita Riggs           |                      |
| 2014 | 1%ERS                               | Staci Lane Wilson    | krátkometrážní film  |
| 2017 | Confessions of a Teenage Jesus Jerk | Linn                 |                      |
| 2017 | Cecile on the Phone                 | Zoe                  | krátkometrážní film  |
| 2017 | Wanderland                          | Penelope             |                      |
| 2018 | Major Arcana                        | Sierra               |                      |
| 2018 | Driven                              | Molly Gibson         |                      |
| 2018 | Boy Boy Girl Girl                   | —                    | krátkometrážní film  |
| 2019 | Ovid and the Art of Love            | Julia                |                      |

### Televize
| Rok        | Název                              | Role               | Poznámky                                         |
| ---------- | ---------------------------------- | ------------------ | ------------------------------------------------ |
| 2004       | Fooling Hitler                     |                    | TV film, neuvedena v titulcích                   |
| 2006       | The Wedding Album                  | Milla Cavendish    | TV film                                          |
| 2006       | Living the Quake                   | Lucy Fisher        | TV film                                          |
| 2007       | Dirt                               | Abby               | 3 díly                                           |
| 2007–2008  | Kauzy z Bostonu                    | Katie Lloyd        | hlavní role, 33 díly                             |
| 2010       | Patty Hewes - nebezpečná advokátka | Alex Benjamin      | vedlejší role, 5 dílů                            |
| 2010       | 15 Minutes                         | Karen James        | TV film                                          |
| 2011       | Private Practice                   | Janel Chase        | díl: „If You Don't Know Me By Now“               |
| 2011       | Nebezpečná identita                | Gemma Butler       | vedlejší role, 8 dílů                            |
| 2012       | Kriminálka New York                | Dr. Carly Emerson  | díl: „Clue: Sl“                                  |
| 2012       | Zákon gangu                        | Karen Dunhill      | díly: „To Thine Own Self“ a „Crucifixed“         |
| 2013       | Mezi životem a smrtí               | Allison McDaniels  | díly: „Deus ex machina“ a „Mezi životem a smrtí“ |
| 2014       | Mizera                             | Leanne Zander      | hlavní role, 13 dílů                             |
| 2014       | Stalker                            | Tracy Wright       | vedlejší role, 6 dílů                            |
| 2014       | The Newsroom                       | Bethany            | díl: „Boston“                                    |
| 2015       | Nejsem do tebe blázen              | Lexi               | díl: „LCS Soundsystem“                           |
| 2016–2017  | Mercy Street                       | Anne Hastings      | 12 dílů                                          |
| 2016       | Lucifer                            | Anne               | díl: „Přijde kněz do baru“                       |
| 2016       | The Characters                     | Vanessa            | díl: „Dr. Brown“                                 |
| 2016       | Dobrá manželka                     | Edie Ham           | díl: „Dron“                                      |
| 2016, 2019 | Paní ministryně                    | Sophie Adams       | 3 díly                                           |
| 2016       | Difficult People                   | Cheryl             | díl: „Carter“                                    |
| 2018       | American Crime Story               | Laura Trail        | díl: „Neptej se, nic neříkej“                    |
| 2018       | Bull                               | Melanie Wright     | díl: „The Ground Beneath Their Feet“             |
| 2018       | Sillicon Valley                    | Natalie            | díl: „Facial Recognition“                        |
| 2018       | Dietland                           | Sofia              | díly: „Bedwomb“ a „Woman Down“                   |
| 2019       | Jak prosté                         | sestřička          | díl: „Další dobrodružství“                       |
| 2020       | Evil                               | sestra Linda Bloch | díl: „Room 320“                                  |
| 2020       | High Fidelity                      | Tanya              | díl: „Fun Rob“                                   |